# Мурильо, Росарио
Росарио Мурильо Самбрана (исп. Rosario Murillo Zambrana; род. 22 июня 1951, Манагуа) — никарагуанский политический деятель, участница Сандинистской революции, член руководства СФНО. Жена и пресс-секретарь Даниэля Ортеги, первая леди Никарагуа. Вице-президент Никарагуа (10 января 2017 — 30 января 2025). Причисляется к ключевым фигурам правящего режима. Известна также как поэтесса. Сопрезидент Никарагуа с 30 января 2025 года.

## Происхождение. Политические и поэтические дебюты
Родилась в обеспеченной столичной семье. Внучатая племянница Аугусто Сесара Сандино. Училась в Национальном автономном университете Манагуа, получила специальность филолога и переводчика с английского и французского (владеет также итальянским и отчасти немецким). В 1967—1969 годах стажировалась как преподаватель иностранных языков. Также Росарио Мурильо посещала колледж в Тивертоне (Великобритания) и Англо-швейцарский институт в Ла-Нёввиле (Швейцария), её знания английского и французского подтверждены сертификатами Кембриджского и Невшательского университетов соответственно.
Росарио Мурильо выступала против режима Сомосы. С 1969 года состоит в СФНО. В 1967—1977 годах была секретарём Педро Хоакина Чаморро, редактора оппозиционной газеты La Prensa, убитого сомосистами.
В 1973 году Росарио Мурильо начала писать стихи (под впечатлением от бедствий землетрясения). Дебютировала в печати в 1974 году, на следующий год издала поэтический сборник Gualtayán, затем Sube a nacer conmigo. Организовала группу поэтов, художников и музыкантов, выступавшую под лозунгом «Долой Сомосу!». Проводила встречи и концерты с политической подоплёкой.

## В сандинистском движении
Росарио Мурильо участвовала в партизанском движении СФНО, носила подпольные псевдонимы Габриэла и Каролина. Укрывала в своём доме Томаса Борхе. В 1976 году была арестована, после освобождения в 1977 году эмигрировала. Через Панаму и Венесуэлу перебралась в Коста-Рику.
В 1978 году Росарио Мурильо вступила в гражданский брак с лидером СФНО Даниэлем Ортегой (для обоих эта супружеская связь была не первой) и стала влиятельным членом сандинистского руководства. Курировала культурную политику СФНО.

## Первое правление СФНО. Куратор культуры
В 1979 году режим Сомосы был свергнут Сандинистской революцией, СФНО пришёл к власти. Даниэль Ортега возглавил Правительственную хунту национальной реконструкции. Росарио Мурильо состояла в редколлегии официоза СФНО газеты Barricada, председательствовала в Сандинистской ассоциации работников культуры и Союзе писателей Никарагуа. Она во многом определяла идеологические установки, культурную политику и пропаганду СФНО. Занимала жёсткие марксистские позиции, близкие к Томасу Борхе. В 1989—1991 годах Мурильо возглавляла государственный Институт культуры с министерскими функциями.
В 1984 году Даниэль Ортега был официально избран президентом Никарагуа. Росарио Мурильо получила титул Primera dama — Первая леди. Она также стала депутатом парламента от СФНО.
В 1980—1990 годах широко издавались поэтические произведения Мурильо. Были опубликованы антологии Amar es combatir, En las espléndidas ciudades, Las esperanzas misteriosas. Уже в 1990 году Росарио Мурильо была объявлена победительницей поэтического конкурса министерства культуры за стихотворный сборник An un bebe que cantar.
Фигура революционной поэтессы Мурильо улучшала имидж сандинистского режима в глазах западной левой общественности.

## В оппозиции
В 1990 году СФНО потерпел поражение на выборах и перешёл в оппозицию. Даниэль Ортега уступил президентский пост Виолете Барриос де Чаморро. Росарио Мурильо после оглашения результатов выборов распорядилась уничтожить тираж своего сборника Como los ángele.
В период пребывания СФНО в оппозиции Мурильо оставалась членом партийного руководства, руководила PR-службой Ортеги. С 1998 года возглавляет «Фонд продвижения любви». Продолжала литературно-поэтическую деятельность, в 2001 году опубликовала эссе El país que soñamos… (o el viaje a la tierra prometida).

## Второе правление СФНО. На верхах власти

### Идеолог
В 2006 году Даниэль Ортега был избран президентом Никарагуа. Росарио Мурильо вновь стала первой леди и возглавила пресс-службу главы государства. Она заняла также должность секретаря Комиссии по примирению — органа с неясными, но широкими государственными полномочиями. Реальное политическое влияние Мурильо значительно превышает уровень её формальных функций. Она играет видную роль в выработке официальной идеологии «неосандинизма».
Революционно-марксистские мотивы 1980-х сменились патриархально-традиционалистскими и до некоторой степени полумистическими. Верхушка СФНО установила тесную связь с католическим епископатом. Ещё 3 сентября 2005 года кардинал Мигель Обандо-и-Браво присутствовал на церковном бракосочетании Даниэля Ортеги и Росарио Мурильо. В выступлениях Мурильо и Ортеги постоянно подчёркивается гармония государственной власти и партийной идеологии с католической церковью.

Мурильо появились перед публикой в кольцах с бирюзовыми камнями на обеих руках. Эти камни используются, чтобы отогнать неудачу и привлечь изобилие… Чиновный дискурс в Никарагуа соединяет религиозную мистику с революционной. Фасады здания и официальные документы раскрашиваются в цвета, выбираемые Мурильо…

Обандо, убеждённый враг Даниэля Ортеги в 1980-х, был превращён в верного союзника. «Сегодня наша молодёжь вооружена любовью и пониманием», — сказал Обандо на церемонии, сценарий которой составлялся первой леди… Сам Ортега выступил с мистической речью, в которой тринадцать раз упомянул Бога. «Слава Богу, что Уго Чавес наставил на путь Никарагуа, — сказал он. — Спасибо чуду АЛБА».

Новая религиозность партизан-атеистов повергла в шок многих в Никарагуа, в основном католической стране. Мурильо называют «ведьмой». Такова реакция на стратегию первой леди, которая создала своего рода «Евангелие», где в святые возведены герои революции, официальные акты используются как проповеди, поминающие Бога и Богоматерь, мистически превозносится Даниэль Ортега, с которым она обвенчалась 3 сентября 2005 на католической церемонии, устроенной Обандо после десятилетий внебрачной связи. «Бог» и «Даниэль» — главные слова в речах Мурильо.

### Политик
Росарио Мурильо принадлежит к ближайшему окружению президента Ортеги и играет видную роль в партийной и государственной верхушке. Наряду с идеологией и пропагандистским аппаратом она курирует систему «общественных связей» правительства — сеть сандинистских организаций на местах. В 2009 году Мурильо сыграла важную роль в лоббировании решения Верховного суда Никарагуа, разрешившего Ортеге, вопреки конституционному запрету, вторично баллотироваться на президентский пост.
Мурильо активно участвует во внутренней борьбе в сандинистской верхушке за влияние и приоритетный доступ к лидеру. Её главным конкурентом выступает Ленин Серна (сторонник более жёсткой политики в духе 1980-х годов).

Борьба за власть между Мурильо и Серной проявилась снова. Вопреки языку христианской материнской любви, который она ежедневно использует в своих официальных выступлениях, Мурильо раздражённо приказала погрузить вещи Серны в грузовик и вывезти из президентского и партийного бункера… «Полиция и солдаты не двигались. Байярдо выступил посредником и успокоил всех», — сказал источник. Госпожа Мурильо была явно расстроена. Неизвестно, вмешался ли Команданте Ортега в этот инцидент.

Никарагуанское вооружённое подполье характеризует правление СФНО как «диктатуру Ортеги—Мурильо». После выборов 2016 года была избрана вице-президентом при своём муже Даниэле Ортеге.

### Сопрезидент Никарагуа (с 2025)
20 ноября 2024 года Ортега представил предложения по внесению поправок в конституцию Никарагуа с целью продления срока его полномочий с пяти до шести лет и объявления Мурильо сопрезидентом. Эти меры были приняты в первом чтении Национальной ассамблеей 22 ноября и стали официальными после второго чтения 30 января 2025 года.

## Награды
- Орден Дружбы (26 октября 2019 года, Россия) — за большой вклад в развитие российско-никарагуанских отношений[16].